# Do van Ranst
Do van Ranst (* 13. Juli 1974 in Dendermonde, Ostflandern) ist ein flämischer Schriftsteller.
Do van Ranst schreibt Kinder- und Jugendbücher. Er lieferte sein Debüt 1999 mit dem Buch Boomhuttentijd. Van Ranst arbeitet als Visual Merchandiser bei einem bekannten Modelabel. Er schrieb auch mehrere Stücke für eine Kindertheatergruppe in seinem Wohnort Hamme.
Mit seinem Jugendbuch "Wir retten Leben, sagt mein Vater" gewann Do van Ranst den Deutschen Jugendliteraturpreis 2007. 

## Werke und Auszeichnungen
- Dun. 2006
  - Bücherwelpe 2007
- Ravenhaar, 2005 (dt. "Rabenhaar")
  - Bücherwelpe 2006
  - Kröte des Monats Mai 2008
- Hoge hakken en een hoed. 2005
- Mijn vader zegt dat wij levens redden. 2004 (dt. Wir retten Leben, sagt mein Vater. 2006, ISBN 3-551-58156-8)
  - de Prijs Knokke-Heist Beste jeugdboek 2004
  - Deutscher Jugendliteraturpreis 2007
- Een pruik en paarse lippen. 2004 (dt. Vorhang auf für Dina. 2004)
- Een papieren papa. 2003
- Mijn hondenjongen. 2002
  - Kinder- und Jugendjury-Preis Flandern 2004
- Mijn bed is een boot. 2001
- Een pruik en paarse lippen en Hoge hakken en een hoed
- Zeven zinnen en een zoen. 2000 (dt. Sieben Sätze und ein Kuss. 2003, ISBN 3-789-14608-0)
- Boomhuttentijd. 1999